# Actinotus
Actinotus é um género botânico pertencente à família Apiaceae.

## Espécies
- Actinotus bellidioides
- Actinotus forsythii
- Actinotus gibbonsii
- Actinotus glomeratus
- Actinotus helianthi
- Actinotus humilis
- Actinotus laxus
- Actinotus leucocephalus
- Actinotus minor
- Actinotus moorei
- Actinotus novae-zealandiae
- Actinotus omnifertilis
- Actinotus paddisonii
- Actinotus periculosus
- Actinotus rhomboideus
- Actinotus schwarzii
- Actinotus suffocata
- Actinotus superbus
- Actinotus whicheranus